# Иулида
Иулида (Юлида, Кея, греч. Ιουλίδα) — деревня в Греции, административный центр острова Кея и одноимённой ему общины в периферийной единице Кея-Китнос в периферии Южные Эгейские острова. Расположен на высоте 302 метра над уровнем моря. Население 633 человек по переписи 2011 года.

## История
Древняя Иулида (др.-греч. Ἰουλίς) — один из четырёх городов Кеи. Это родина поэтов Симонида и его племянника Вакхилида, врача Эрасистрата, философа-перипатерика Аристона, последователя Биона Борисфенского и софиста Продика. По Страбону к его времени осталось из четырёхградья Кеи только два города — Иулида и Карфея, куда были переселены остальные: Пиесса в Карфею, Корессия в Иулиду. По Страбону город лежал на горе на расстоянии в 25 стадий от моря, корабельной стоянкой служила Корессия.
Страбон сообщает о законе Иулиды, который предписывал людям старше 60 лет выпивать цикуту, чтобы более молодым хватало пищи.
До 14 октября 1974 года (ΦΕΚ 272Α) деревня называлась Кея (Κέα).

## Сообщество Иулида
После создания королевства Греция, 10 марта 1835 года (ΦΕΚ 4Α) создана община (дим) Кея (Δήμος Κέας). 31 августа 1912 года (ΦΕΚ 261Α) община Кея упразднена и создано сообщество Кея (Κοινότητα Κέας). 14 октября 1974 года (ΦΕΚ 272Α) сообщество Кея переименовано в сообщество Иулида. 11 сентября 1996 года (ΦΕΚ 224Α) вновь создана община Кея. В сообщество входит 25 населённых пунктов. Население 1406 жителей по переписи 2011 года. Площадь 108,692 квадратных километров.
| Населённый пункт | Население (2011), человек |
| ---------------- | ------------------------- |
| Айия-Марина      | 3                         |
| Айия-Мавра       | 44                        |
| Айос-Николаос    | 19                        |
| Айос-Симеон      | 44                        |
| Айос-Теодорос    | 33                        |
| Астрас           | 21                        |
| Зоодохос-Пийи    | 29                        |
| Иулида           | 633                       |
| Камби            | 9                         |
| Кастаньес        | 41                        |
| Кастриани        | 18                        |
| Като-Мерья       | 92                        |
| Кокинада         | 11                        |
| Кундурос         | 17                        |
| Лийя             | 2                         |
| Мили             | 48                        |
| Оркос            | 13                        |
| Пера-Мерья       | 47                        |
| Писе             | 157                       |
| Плайя            | 12                        |
| Пондакадо        | 2                         |
| Спати            | 9                         |
| Ставрудаки       | 22                        |
| Хавуна           | 47                        |
| Элиника          | 33                        |

## Население
| Год  | Население, человек |
| ---- | ------------------ |
| 1991 | 599                |
| 2001 | 723                |
| 2011 | ↘ 633              |